# Psychotria berizokae
Psychotria berizokae är en måreväxtart som först beskrevs av Cornelis Eliza Bertus Bremekamp, och fick sitt nu gällande namn av Aaron Paul Davis och Rafaël Herman Anna Govaerts. Psychotria berizokae ingår i släktet Psychotria och familjen måreväxter. Inga underarter finns listade i Catalogue of Life.